# راکویل (کنتیکت)
راکویل (به انگلیسی: Rockville) یک منطقهٔ مسکونی در ایالات متحده آمریکا است که در کنتیکت واقع شده‌است. راکویل ۷٬۴۷۴ نفر جمعیت دارد.